# Castell de Sot de Xera
El Castell de Sot de Xera, als Serrans, País Valencià, és un castell d'origen islàmic situat al mig de la població, al penya-segat que sobremira el riu Sot, al barri del castell.
El castell s'assenta a la roca, junt amb les ruïnes de la primitiva església.
És una estructura feta de tapial i maçoneria. Tan sols es conserven uns llenços de muralla i restes d'una torre quadrangular. Aquesta torre pareix ser la de l'homenatge.
La part que roman al voltant de la Torre correspondria a l'antic recinte defensiu i ha estat declarat Bé d'Interés Cultural, inscrit al Registre General de Béns d'Interés Cultural del Patrimoni Històric Espanyol, amb categoria de monument.
S'ha pogut comprovar l'existència en alguns habitatges de túnels i galeries subterrànies de la mateixa edat que el Castell.
Actualment s'estan fent alguns treballs de rehabilitació i de consolidació de la Torre, a través d'una subvenció de la Direcció General de patrimoni de la Conselleria de Cultura, Educació i Esports de la Diputació Provincial de València.